# Ардашир (правитель Кермана)
Ардашир — правитель Кермана III века.
О правителе Кермана Ардашире говорится в надписи на среднеперсидском языке сасанидского царя Шапура I. В начале списка упоминаются четыре могущественных «царя» в Восточном Иране, обладающих наследственными правами, трое из которых носят то же имя, что и сам шахиншах Ардашир Папакан. По свидетельству средневекового исламского историка Ат-Табари, властитель Кермана Ардашир был сыном царя царей. По замечанию американского ираниста Р. Фрая, по-видимому, входившие ранее в состав Парфии «царства», покорённые Ардаширом Папаканом в ходе военных походов, передавались его приближённым. Если же их правители сдавались добровольно, то оставались в своих владениях на правах вассалов. Керман был захвачен Ардаширом Папаканом к 224 году до н. э., после Истахра и Дарабгирда. Как отмечается в Иранике, империя Сасанидов этого времени ещё во многом напоминала структуру позднего Парфянского государства. 